# Microvision
| Microvision                                                                           |
| Microvision (US-Version) · Logo                                                       |
| Verkaufsstart und Neupreis                                                            |
| November 1979 für ca. 50 USD 1981 für 149 DM 1981                                     |
| Lieferumfang (USA)                                                                    |
| Handheld mit Spielmodul Block Buster, Anleitung und Verpackung samt Styroporeinsätzen |

Das Microvision ist eine batteriebetriebene Videospielkonsole des US-amerikanischen Spielwarenherstellers Milton Bradley, die beim Gebrauch in der Hand gehalten wird. Ab 1979 nur in den USA erhältlich, kam das mikroprozessorgesteuerte Handheld später auch in anderen Ländern in den Handel. In der Bundesrepublik Deutschland beispielsweise wurde das Gerät Anfang der 1980er Jahre vertrieben.
Das Microvision war das erste Handheld mit einer pixelbasierten Flüssigkristallanzeige, die wesentlich mehr grafische Darstellungsmöglichkeiten als die bis dahin weithin verwendeten Leuchtdioden bot. Erstmals konnten so verschiedene Spiele auf ein und demselben portablen Gerät realisiert werden. Die von Milton Bradley angebotenen austauschbaren Steckmodule enthielten aber nicht nur Festwertspeicher mit der Spielesoftware, sondern auch große Teile der Computertechnik zu ihrer Ausführung. Der Einsatz solcher mikrocontroller-basierten Steckmodule war neben der Verwendung eines LC-Displays ebenfalls ein Novum in der Geschichte tragbarer Videospielkonsolen.

## Geschichte
Das Aufkommen preisgünstiger Mikroprozessoren ermöglichte ab 1976 auch tragbare Geräte für Videospiele, die sogenannten Handhelds. Im Gegensatz zu stationären Konsolen wurden sie zur Visualisierung des Spielgeschehens nicht an ein Fernsehgerät angeschlossen, sondern enthielten eine LED-Anzeige, die im Wesentlichen aus mehreren Leuchtdioden bestand. Der Einsatz von stromsparenden Flüssigkristallanzeigen (englisch Liquid Crystal Display, kurz LCD), wie man sie bereits von Digitaluhren und Taschenrechnern kannte, scheiterte zunächst an deren eingeschränkten Anzeigeoptionen von nur drei Zeilen.

### Entwicklung
Die Entwicklung und Herstellung eines für Videospiele geeigneten pixelbasierten LC-Displays gelang erstmals Jay Smith. Kurz darauf begann er zusammen mit Gerald S. Karr und Lawrence T. Jones ein darauf basierendes Handheld zu konstruieren. Durch das für verschiedene Grafiken geeignete neuartige LC-Display sollten mit dem Gerät verschiedene – auch zukünftig zu erstellende – Spiele ausgeführt werden können. Mit bereits existierenden Handhelds war ein solcher Spielewechsel nicht möglich. Vielmehr musste für jedes neue Spiel ein neues Handheld erworben werden.

Nach etwa einjähriger Entwicklungszeit stellte Smith einen Prototyp des Handhelds bei verschiedenen US-amerikanischen Spielzeugherstellern vor. Das Gerät hatte er zuvor im Oktober 1978 zum Patent angemeldet. Kurz darauf lizenzierte Milton Bradley das Gerät und die dortigen Ingenieure übernahmen die weitere Entwicklung. So wurde beispielsweise das Gehäuse vergrößert, um das Handheld wertiger erscheinen zu lassen. Der US-amerikanischen Öffentlichkeit wurde das Microvision genannte Gerät nebst einigen Spielen erstmals auf der Spielwarenmesse Toy Fair Anfang 1979 in New York vorgestellt. Daneben präsentierte der Hersteller auch die Spiele Block Buster, Bowling, Pinball und Connect 4. Die Produktion startete im Frühling 1979.

### Vermarktung
Das Microvision kam Ende November 1979 in den US-amerikanischen Einzelhandel. Es konnte in Warenhäusern und Spielzeugläden zu einem Preis von etwa 50 US-Dollar (entspräche heute inflationsbereinigt ca. 220 Euro) erworben werden. Das Spiel Block Buster war dabei im Lieferumfang enthalten. Weitere Spielmodule von Milton Bradley kosteten bis zu 18 US-Dollar. Der Verkauf wurde durch umfangreiche Werbung im US-amerikanischen Fernsehen, womit Milton Bradley bereits im Oktober begonnen hatte, begleitet. Zusätzlich unterstützt durch Printwerbung und Zeitungsanzeigen mit dem Slogan „Play video-type games anytime, anywhere!“ („Spielen Sie Videospiele jederzeit und überall!“) konnte der Hersteller so 1979 einer Schätzung der Zeitschrift Das Spielzeug zufolge etwa 500.000 Geräte und ungefähr genausoviele Steckmodule absetzen. Getrübt wurde die gute Bilanz des Jahres 1979 lediglich durch hohe Ausschussquoten, die im Herbst bis zu 60 Prozent erreicht hatten. Hinzugekommen war eine ungewöhnlich hohe Zahl an Reklamationen bei funktionstüchtig ausgelieferten Geräten. Ein nachzurüstender Schutz vor elektrostatischen Entladungen hatte diese Probleme aber bereits für die Produktionsserien im Spätherbst lösen können.
1980 begann Milton Bradley mit der Erschließung der internationalen Märkte, vor allem in Europa. Der deutschen Öffentlichkeit vorgestellt wurde das Microvision erstmals auf der Nürnberger Spielwarenmesse im Februar 1980 durch die Milton Bradley GmbH aus Fürth. Auf einem Werbeblatt pries der Hersteller sein „neue[s] elektronische[s] Super-Spielsystem“ als „klein genug zum Überallhin-Mitnehmen“ und als „ganz großartig wegen seiner vielfältigen Spielmöglichkeiten“ an. Erhältlich war das Microvision ab 1981 in Kaufhäusern und Spielwarengeschäften für 149 DM (entspräche heute inflationsbereinigt ca. 180 Euro). Zur selben Zeit konnte das Gerät auch in Frankreich, Großbritannien und Italien erworben werden. 1982 kündigte Milton Bradley mit Super Block Buster und Barrage letztmals neue Spiele an, wobei Super Block Buster nur noch in Europa und Barrage gar nicht mehr in den Handel gelangen sollte. In den USA war das Microvision vermutlich schon ein Jahr zuvor von seinem Hersteller aufgegeben worden.

## Spiele
Für das Microvision erschienen insgesamt zwölf verschiedene Spiele, wobei Block Buster bereits im Lieferumfang enthalten war. In den USA waren elf Spiele erhältlich, in der Bundesrepublik Deutschland dagegen nur acht.
| Block Buster                                                                                      | Block Buster       | 1                     | 1979 |
| Bowling                                                                                           | Bowling            | 1 oder 2 abwechselnd  | 1979 |
| Connect 4                                                                                         | Vier Gewinnt       | 1 oder 2 gleichzeitig | 1979 |
| Pinball                                                                                           | Pinball            | 1                     | 1979 |
| Mindbuster                                                                                        | nicht erschienen   | 1                     | 1979 |
| Star Trek: Phaser Strike                                                                          | Shooting Star      | 1                     | 1979 |
| Vegas Slots                                                                                       | nicht erschienen   | 1 oder 2 gleichzeitig | 1979 |
| Baseball                                                                                          | nicht erschienen   | 1 oder 2 gleichzeitig | 1980 |
| Sea Duel                                                                                          | See Duell          | 1 oder 2 gleichzeitig | 1980 |
| Alien Raiders                                                                                     | Blitz              | 1                     | 1981 |
| Cosmic Hunter                                                                                     | nicht erschienen   | 1                     | 1981 |
| nicht erschienen                                                                                  | Super Block Buster | 1                     | 1982 |
| Im Lieferumfang des Handhelds enthalten Ab 1980 nur noch unter dem Namen Phaser Strike erhältlich |                    |                       |      |

## Technische Informationen

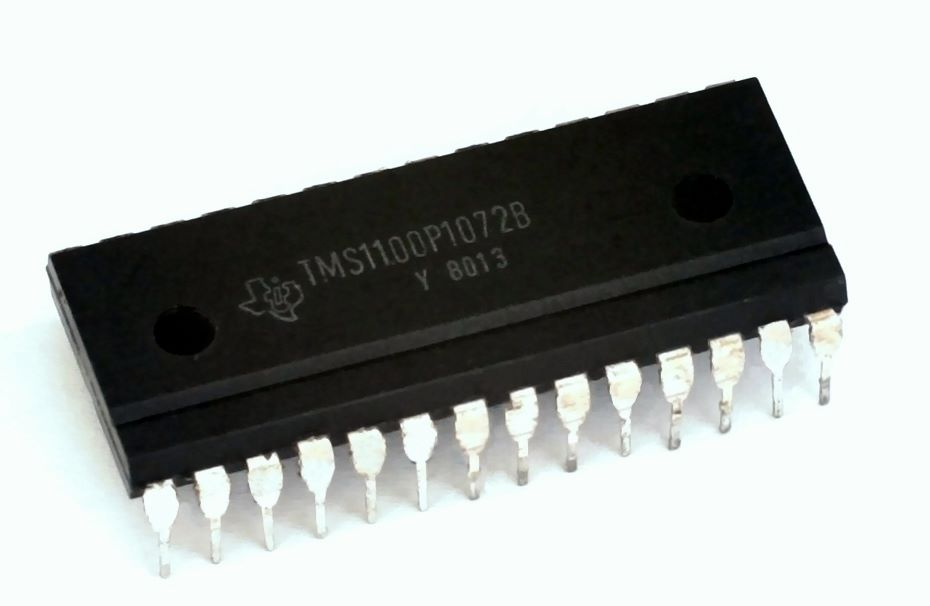
Einchipmikrorechner TMS1100

Im Gegensatz zu Spielkonsolen, die an ein Fernsehgerät angeschlossen werden, bietet ein Handheld wegen seiner geringeren Abmessungen wenig Platz für elektrische und mechanische Baugruppen. Auch dürfen die eingesetzten elektronischen Bauelemente nur wenig Strom verbrauchen, damit für den notwendigen Batteriebetrieb eine hohe Betriebsdauer gewährleistet werden kann. Die Entwickler entschieden sich daher für den Einsatz eines Einchipmikrorechners. Dieser Microcontroller vereint in sich sämtliche Baugruppen – Mikroprozessor, Ein-/Ausgabeeinheiten und Arbeitsspeicher – eines einfachen Computers. Der Festwertspeicher mit den auszuführenden Programmdaten ist ebenfalls in einem solchen Chip integriert und nach dessen Herstellung nicht mehr änderbar. Für den Wechsel eines Spiels muss deshalb der Chip, d. h. der gesamte Computer, und nicht nur der ROM-Festwertspeicher wie in TV-basierten Spielkonsolen ausgetauscht werden. Ein solcher Wechsel ist mit erhöhter elektrostatischer Störanfälligkeit des Microcontrollers verbunden und kann bis zu seiner Zerstörung führen.
Milton Bradley schwenkte vom zunächst verwendeten Microcontroller Intel 8021 nur wenig später auf den in ausreichenden Mengen lieferbaren TMS1100 von Texas Instruments um. Dieser basiert jedoch auf einer anderen Hardware-Architektur, weshalb die ursprünglich für den Intel 8021 entwickelten Spiele vollständig neu programmiert werden mussten.

### Basisgerät
Das ungefähr 24,5 cm lange und 9 cm breite Basisgerät des Microvision enthält eine einzelne Platine mit dem LC-Display und seinem Treiberbaustein. Daneben befinden sich im Plastikgehäuse ein Lautsprecher, die Batterien, ein Drehregler (englisch paddle), ein Kontaktgitter für die Steuerungstasten und ein Schiebeschalter. Um das Microvision mit letzterem in Betrieb nehmen zu können, muss zuvor ein Steckmodul eingesetzt werden. Dieses wird in flachem Winkel in eine Kontaktleiste am oberen Ende des Basisgeräts geschoben und anschließend nach unten gedrückt, bis es am unteren Ende einrastet und damit arretiert ist.
Mit dem etwa 3,5 cm messenden quadratischen LC-Display lassen sich bis zu 16 × 16 rasterförmig angeordnete quadratische Bildpunkte darstellen. Es wird mithilfe des in CMOS-Technologie gefertigten LSI-Treiberbausteins Hughes 0488 im Multiplexverfahren betrieben. Entsprechend den vom Spielemicrocontroller zugeführten Signalen werden die zugehörigen Pixel zur Darstellung des Spielgeschehens aktiviert bzw. deaktiviert. Wegen der noch unausgereiften Fertigungsmethoden der damaligen Zeit sind im Laufe der Zeit viele Displays durch chemische und physikalische Zersetzungsprozesse – beschleunigt insbesondere durch direkte Sonneneinstrahlung – unbrauchbar geworden.

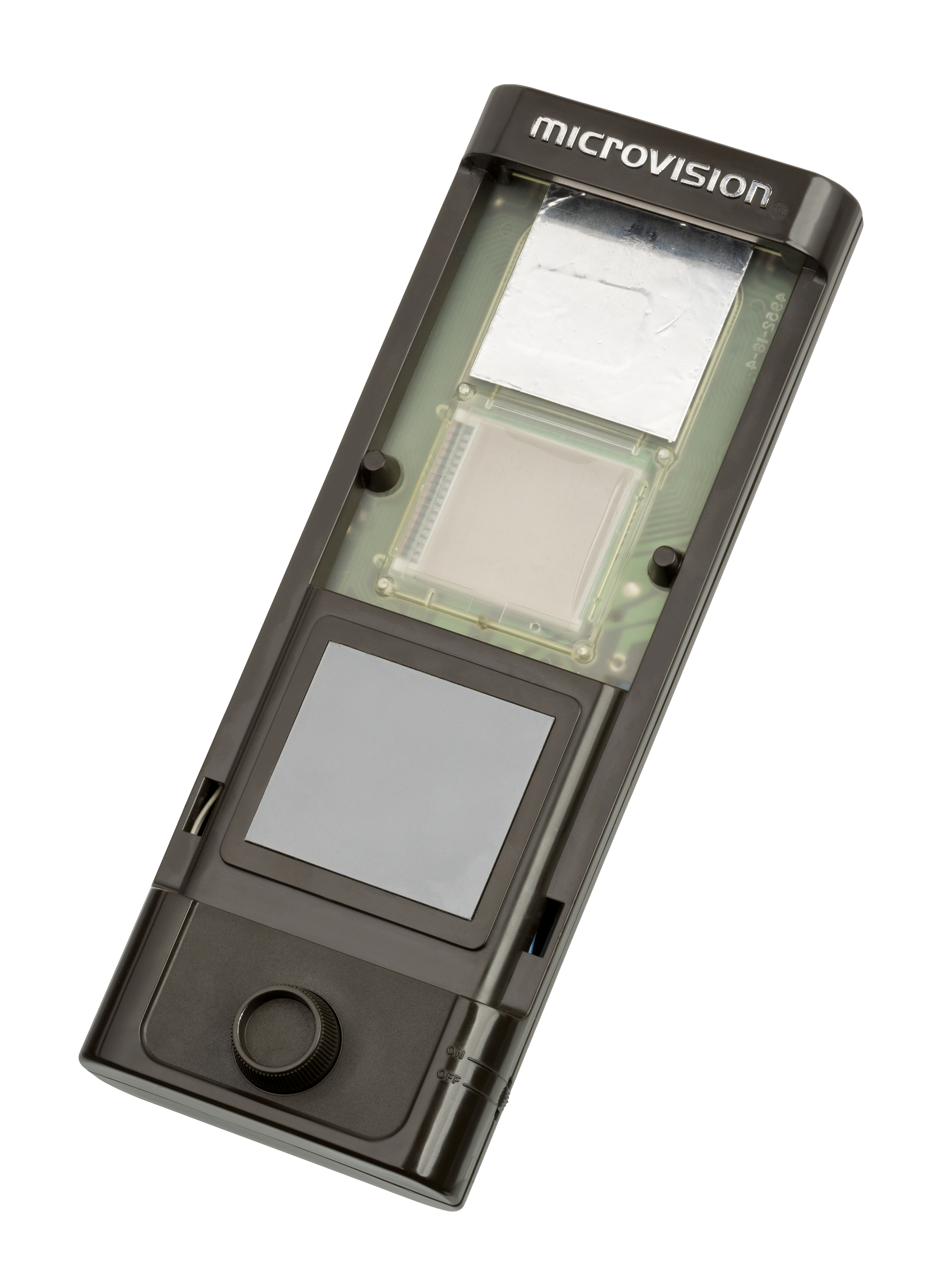
Basisgerät (Vorderseite)
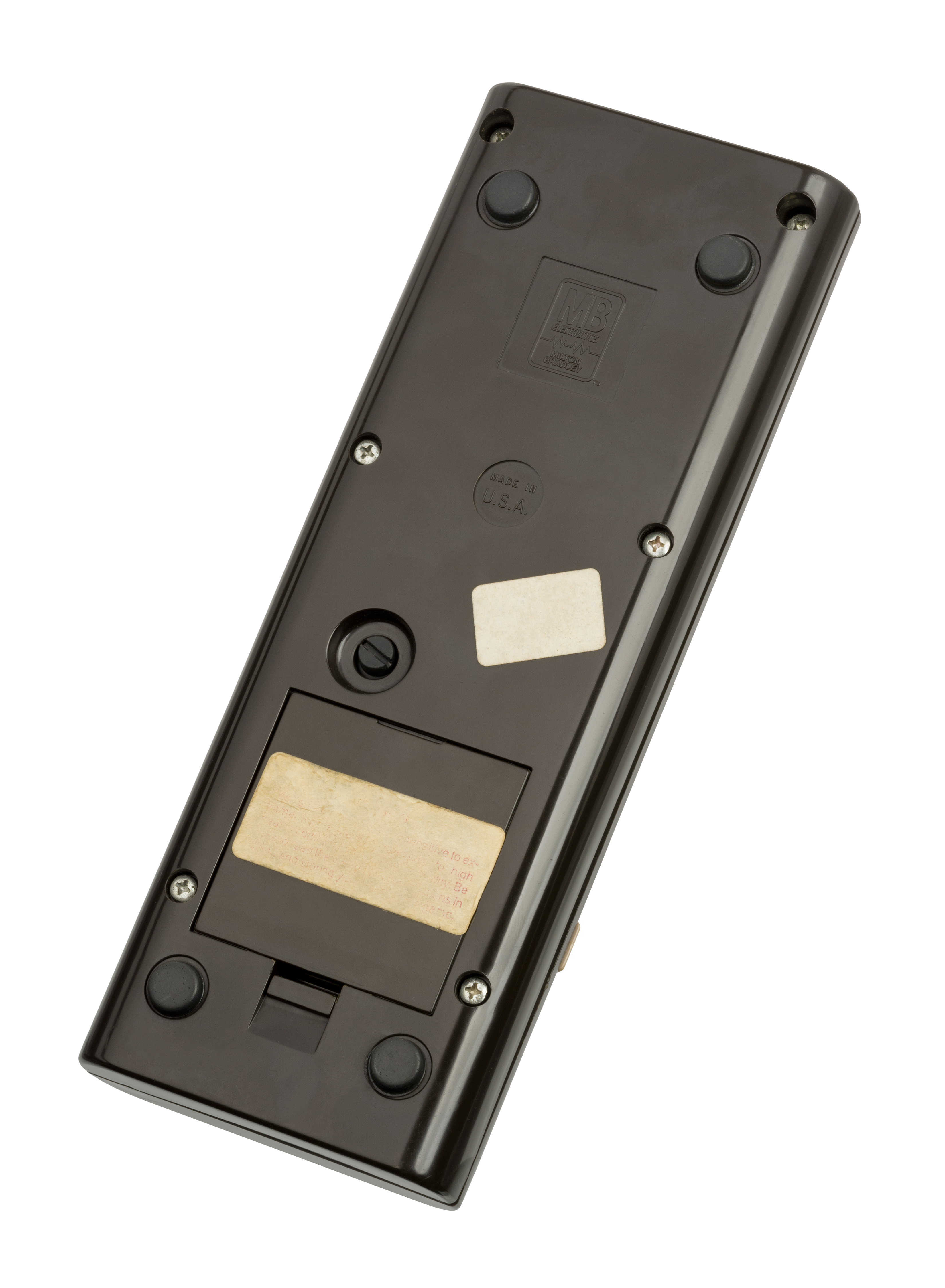
Basisgerät (Rückseite)
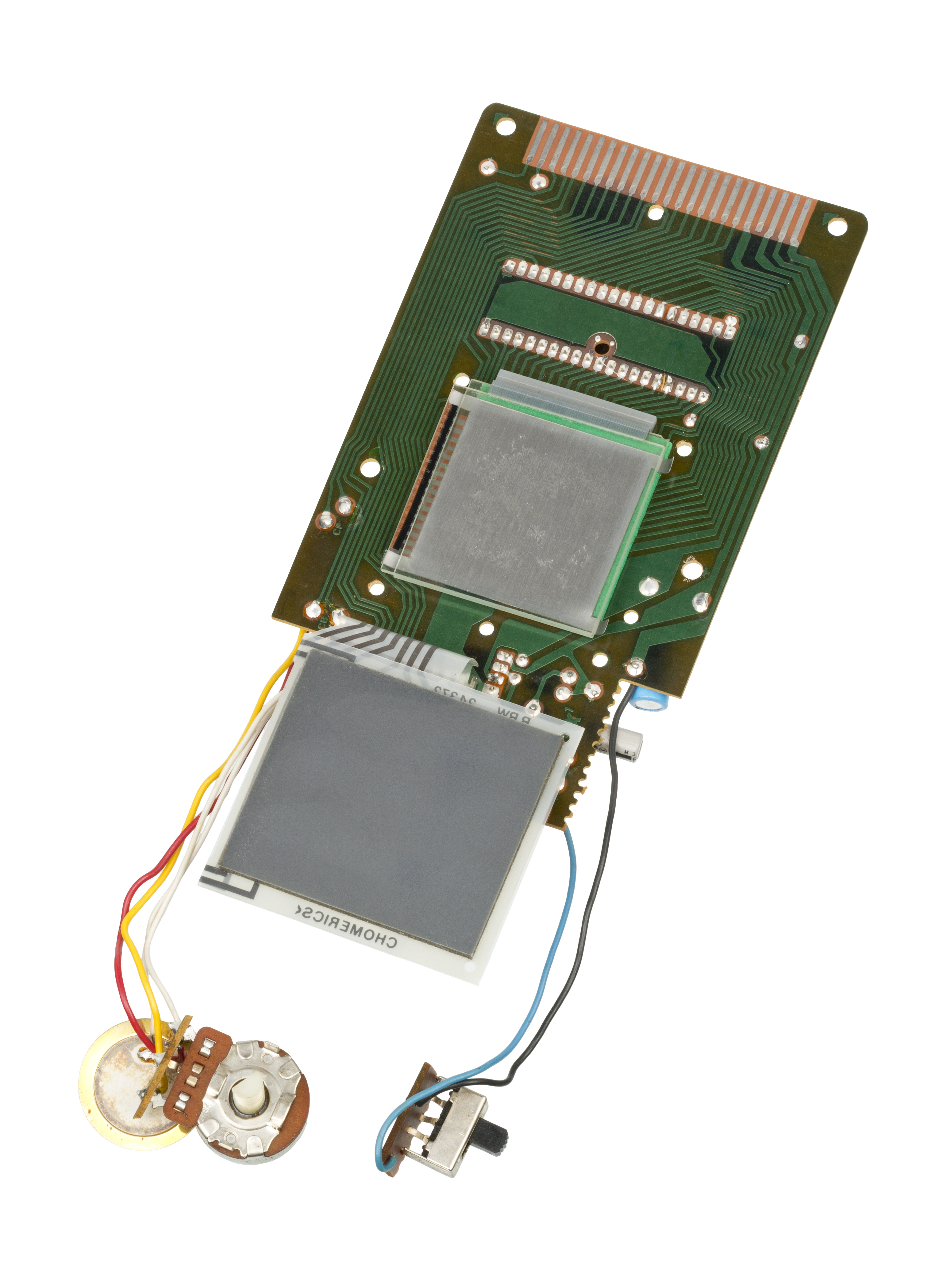
Hauptplatine (Vorderseite)
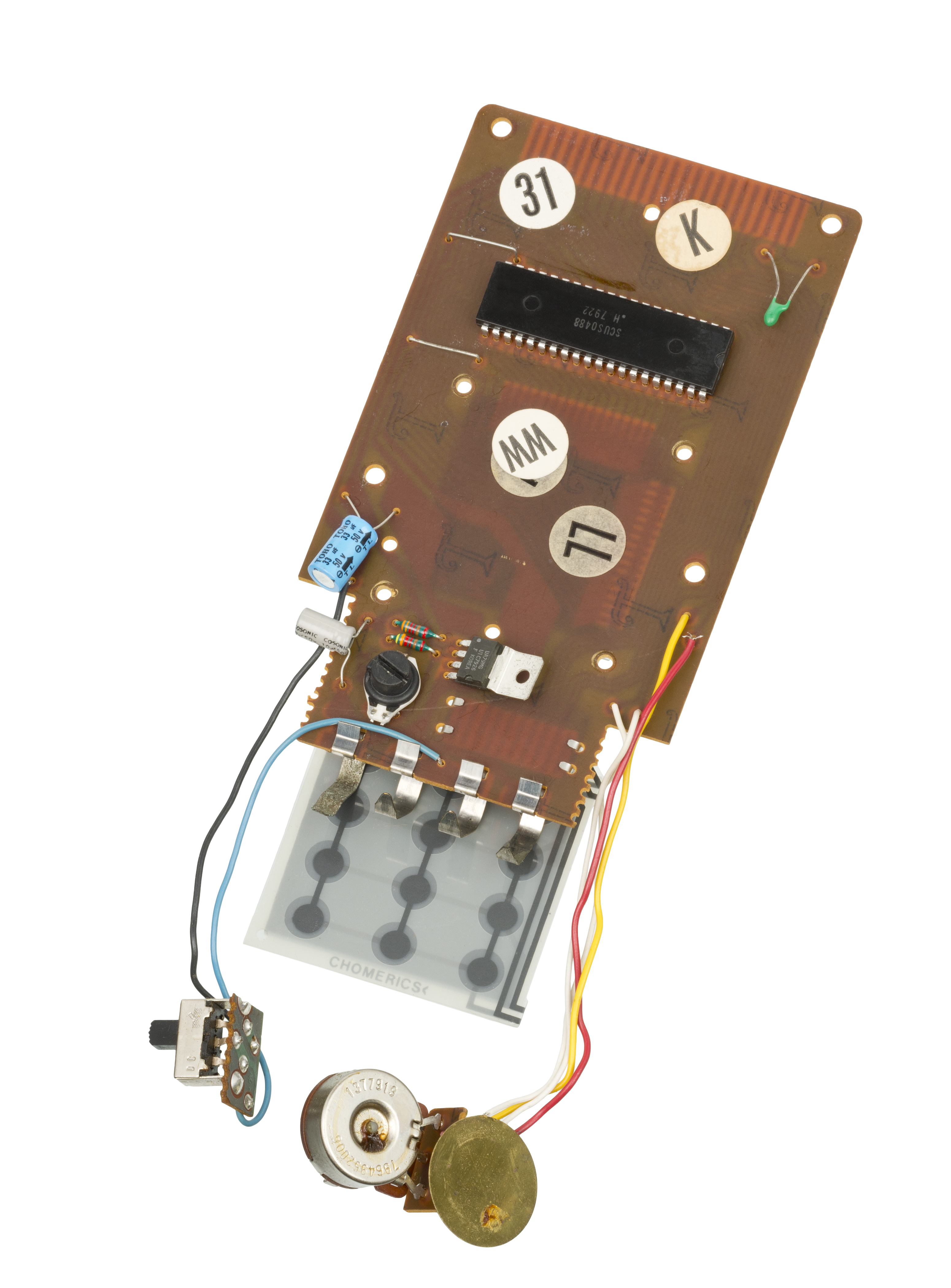
Hauptplatine (Rückseite)
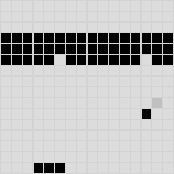
Display des Spiels Block Buster

### Steckmodule
Die auch Cartridges genannten Steckmodule enthalten jeweils eine Platine mit herausgeführten Kontaktzungen, die durch eine bewegliche Plastikabschirmung geschützt werden. Die Plastikabschirmung verhindert zudem unerwünschte elektrostatische Entladungsprozesse beim Einstecken oder Entfernen des Steckmoduls, die zu Beschädigungen am empfindlichen Microcontroller führen können. Befindet sich ein Steckmodul in der Basiseinheit, ist gleichzeitig die Plastikabschirmung durch einen speziellen Mechanismus zur Seite geschoben und eine leitende Verbindung mit der Elektronik im Inneren der Basiseinheit hergestellt.
Der in fast allen Spielmodulen verbaute 28-polige Einchipmikrorechner TMS1100 gehört zur TMS1000-Familie von Mikrocontrollern und basiert auf einer Verarbeitungsbreite von 4 Bit. Für die Ausführung eines Spiels, dessen Programmdaten im 16384 Bit umfassenden Festwertspeicher hinterlegt sind, stehen 512 Bit Arbeitsspeicher zur Verfügung. Es sind Taktraten zwischen 100 und 400 kHz möglich, die vom Hersteller der Spielmodule voreingestellt wurden und ohne Lötarbeiten nicht änderbar sind.
Zur Steuerung des Spielgeschehens dienen je nach Spiel bis zu zwölf verschiedene, jeweils gefederte Plastikknöpfe. Diese sind im Gehäuse des entsprechenden Steckmoduls untergebracht. Ist das Modul eingesteckt, wird durch die Betätigung einer Taste eine leitende Verbindung im darunterliegenden Kontaktgitter der Basiseinheit hergestellt. Das entstandene elektrische Signal kann anschließend durch den Microcontroller im Steckmodul ausgewertet werden. Die US-amerikanische Variante des Microvision unterscheidet sich von der europäischen Variante dabei in der Art der Tastenfederung: Für den US-amerikanischen Markt gefertigte Steckmodule benutzen die Rückstellwirkung eines geschäumten Kunststoffes, europäische Geräte dagegen eine elastische Plastikverbindung zwischen Taste und Steckmodulgehäuse.
Neben den Tasten und der Platine enthalten die Steckmodule eine durchsichtige Sichtscheibe, die teilweise bedruckt sein kann. Nach Einlegen eines Steckmoduls wird damit das monochrome LC-Display überdeckt und durch die teils farbige Bedruckung das optische Erscheinungsbild eines Spiels aufgewertet und so die Immersion gestärkt.

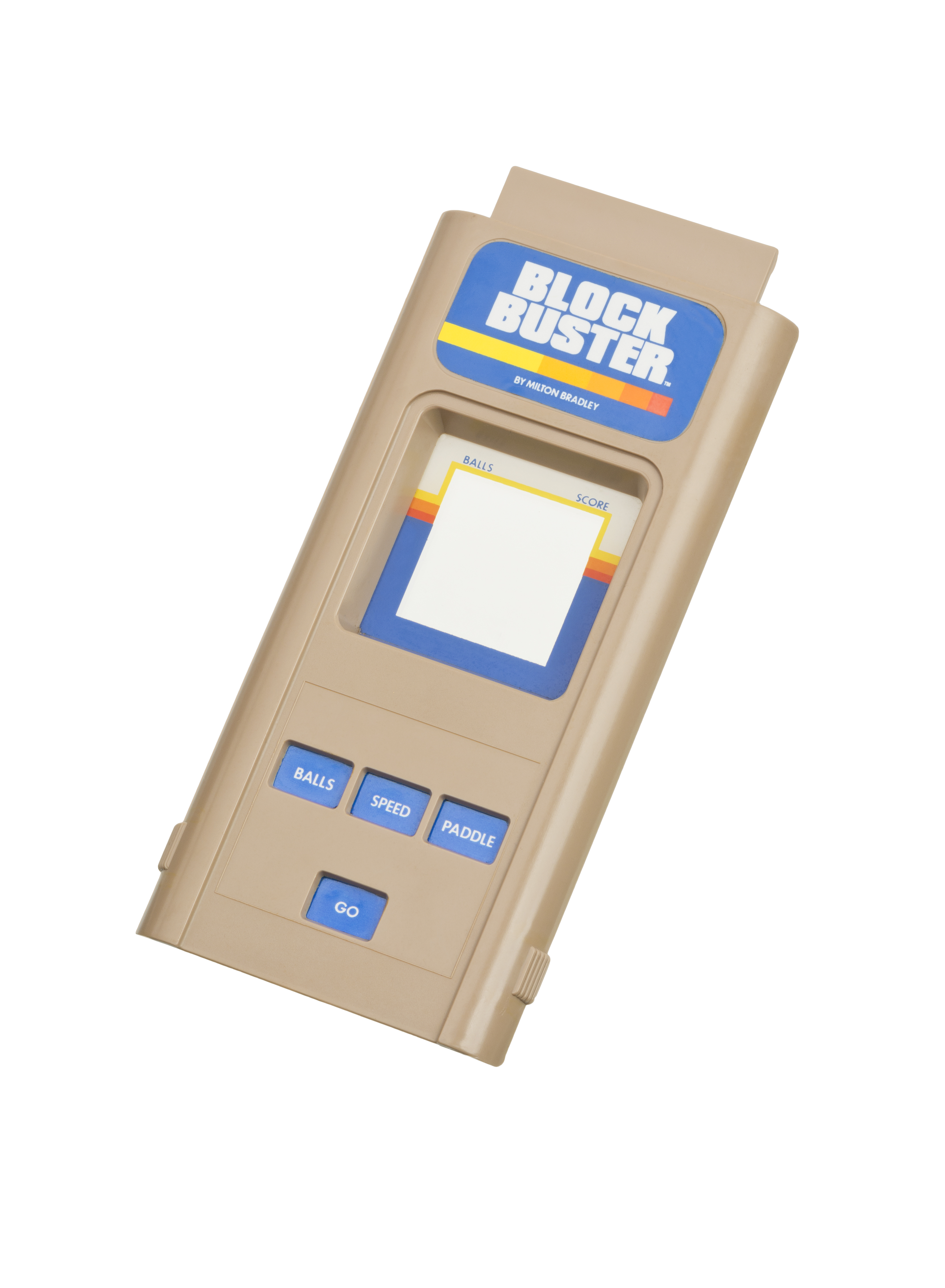
Steckmodul (Vorderseite)
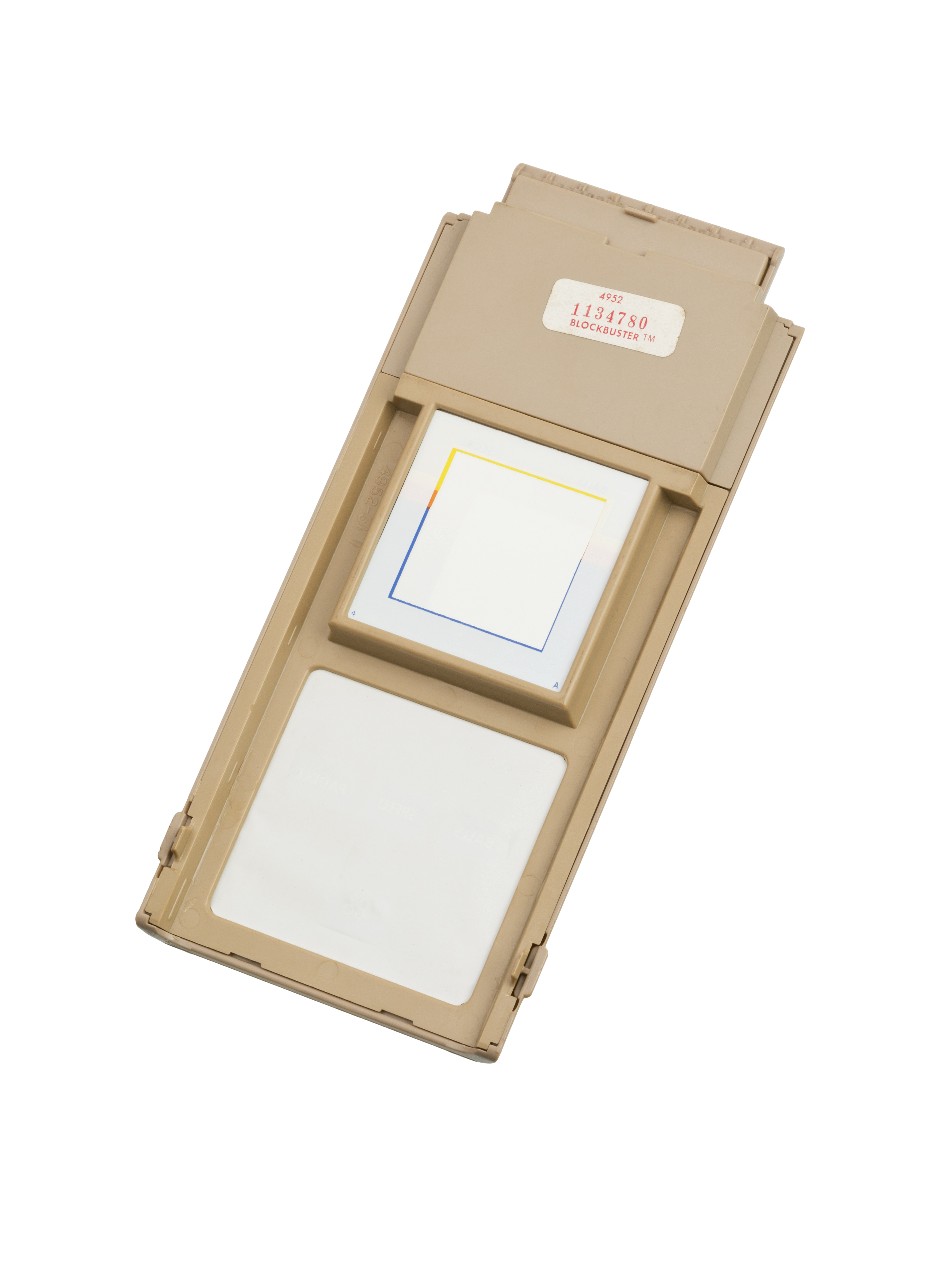
Steckmodul (Rückseite)
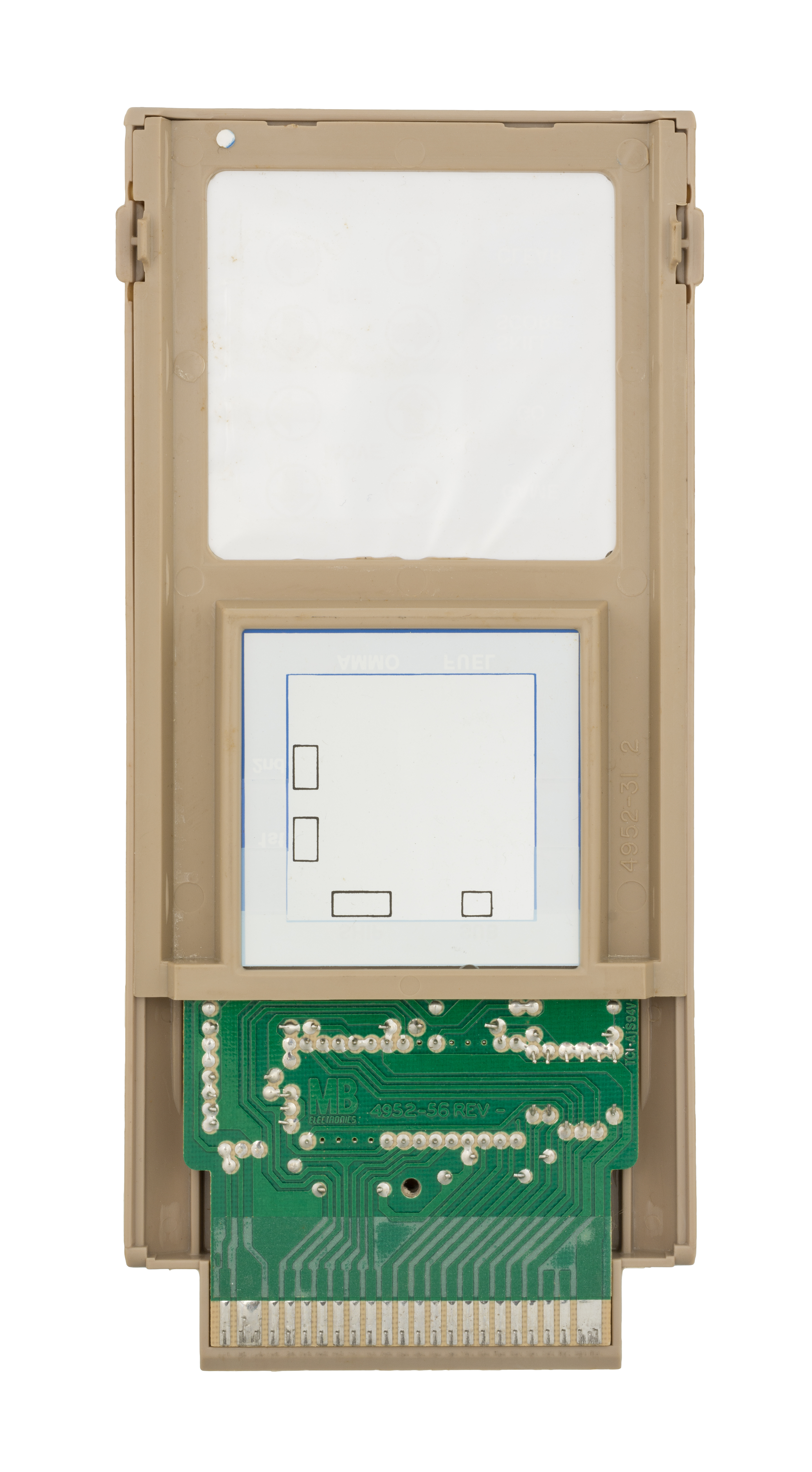
Rückseite ohne Plastikabschirmung
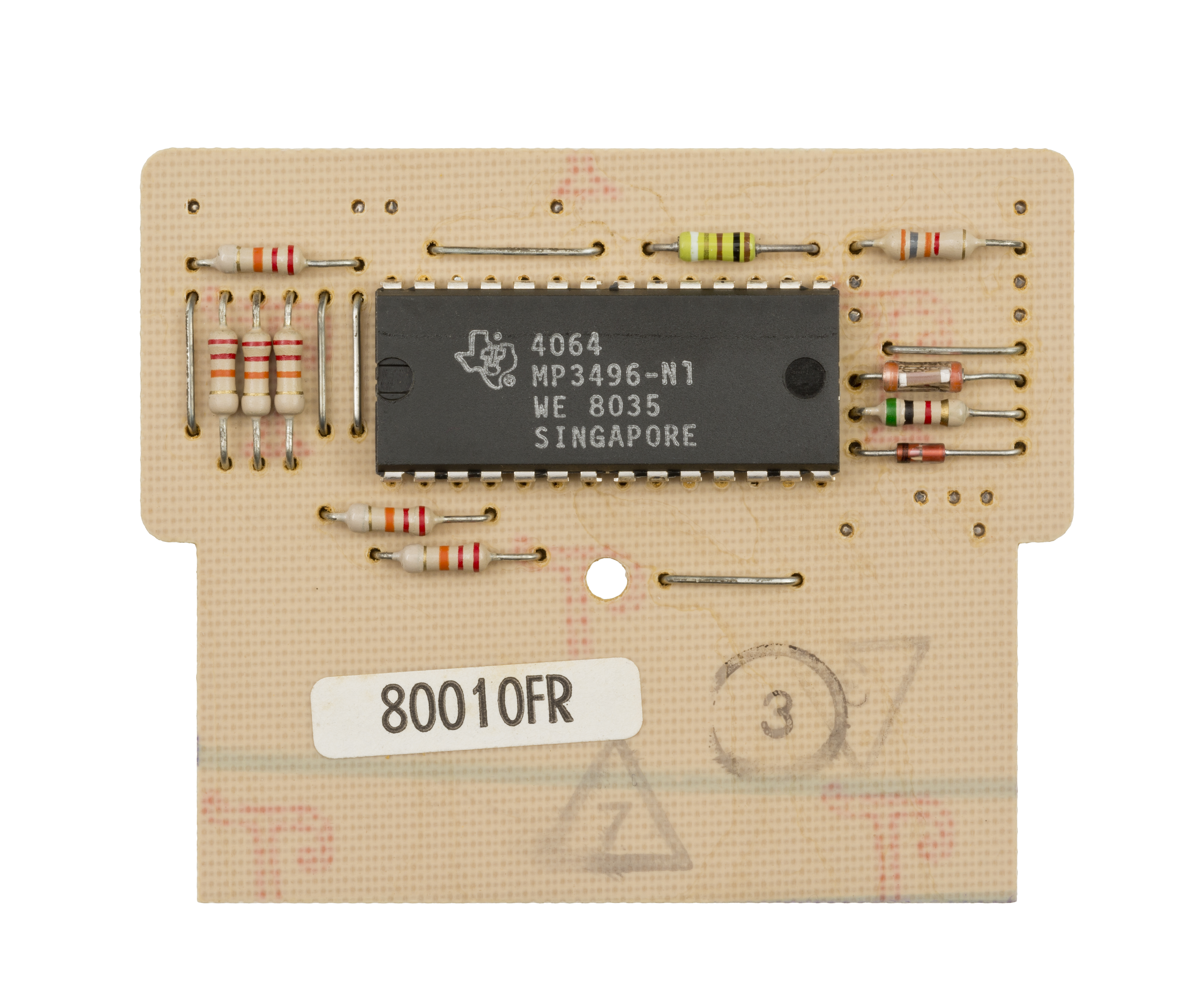
Platine mit Microcontroller
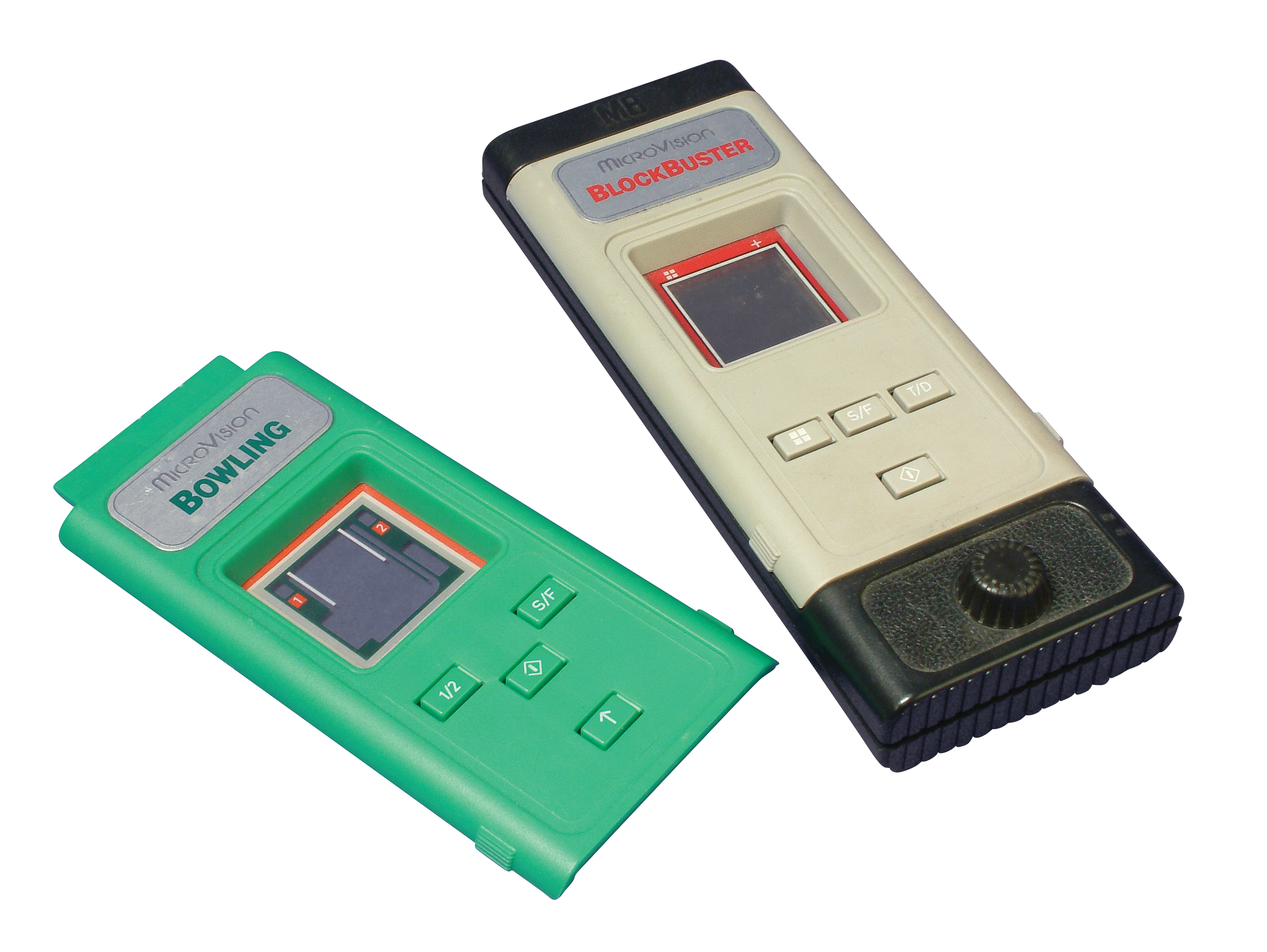
Deutsche Steckmodule

## Rezeption

### Zeitgenössisch
Bereits vor dem Verkaufsstart wurde das Gerät vom US-amerikanischen Sachbuchautoren David H. Ahl im Mai 1979 als „einer der innovativsten Neuzugänge“ und das Spiel Block Buster als „Herausforderung“ und „süchtig machend“ bezeichnet. Im selben Monat äußerte sich auch die US-Zeitschrift Computer Weekly über das Handheld: Es repräsentiere den „Fortschritt der Ingenieurskunst“ und habe „das Zeug zur erfolgreichsten Anwendung des Jahres für große LC-Displays“. Allerdings werde es vergleichsweise teuer sein, so Computer Weekly weiter.
Auch nach Erscheinen im November 1979 äußerte sich die Presse wohlwollend. Das Gerät kombiniere den mobilen Einsatz von Handhelds mit der Vielseitigkeit der stationären Videospiele, so der Sachbuchautor Howard J. Blumenthal. Das Design beinhalte laut der US-Zeitschrift On Computing eine „attraktive“ Alternative zum Röhrenbildschirm, so dass für Videospiele nun nicht länger ein Fernsehgerät vonnöten sei, wie die Zeitschrift Popular Science schrieb. Das eingebaute Display sei aber laut Ahl sehr klein, weshalb man zum Ablesen „gute Augen“ und das „richtige Licht“ brauche, so Blumenthal weiter. Auch müsse sich laut On Computing das Auge erst an die Trägheit der Anzeige und die damit verbundene Schlierenbildung gewöhnen. Die deutsche Zeitschrift Das Spielzeug beschrieb dagegen den „eigenen kleinen Bildschirm“ als „gut lesbar“.
Durch die geringe grafische Auflösung des Spielgeschehens seien die Spiele der US-Zeitschrift Electronic Games nach nur als „simpel“ zu bezeichnen. Sie erforderten laut On Computing daher ein „gewisses Maß an Vorstellungskraft“. Trotz der einfachen Grafik seien die Spiele aber actionreich und würden selbst erfahrene Spieler herausfordern, so On Computing weiter. Ahl sah das ähnlich und bezeichnete das mitgelieferte Block Buster als „spaßig“ und „ziemlich herausfordernd“. Auch die anderen Spiele erforderten eine gute Hand-Auge-Koordination und gehörten laut Blumenthal zu den „besten auf dem Handheld-Markt erhältlichen“.
Die deutsche Zeitschrift Chip lobte in einer Kurzvorstellung 1981 die austauschbaren „Kassetten“ und die damit verbundenen „abwechslungsreichen Spielvarianten“. Hinzu komme eine einfache Bedienung und Netzunabhängigkeit, wobei gleichzeitig der Bedarf von zwei Batterien bemängelt wurde. Allerdings sei das Gehäuse „unverhältnismäßig groß“ und der Preis des „kompletten Spielsystems“ zu hoch, so Chip weiter.

### Retrospektiv
Das Microvision wird übereinstimmend als die erste tragbare Spielkonsole mit austauschbaren Spielmodulen eingeordnet. Gemessen an den Standards des Jahres 2018 sei ihre Technik jedoch „sehr primitiv“, so der Sachbuchautor Rusel DeMaria. Der Spielejournalist Winnie Forster kommt zu einer ähnlichen Einschätzung und bezeichnet das Gerät als „äußerst minimalistisch“. Wenngleich das Display auch klein und die Grafikdarstellung „blockig“ sei, so erlaubte es laut dem Sachbuchautoren Leonard Herman doch mehr „Bewegung“ als noch die LED-basierten Anzeigen anderer zeitgenössischer Handhelds. Seiner einfachen Technik geschuldet sei auch die Forster gemäß „spartanisch-effektiv[e]“ und laut Brett Weiss „umständliche“ Bedienung. Zudem sei das Gerät sehr empfindlich und für Fehler anfällig, so die Zeitschrift Game Informer.
Die Veröffentlichung nur weniger Spiele und die als nicht ausreichend empfundene Unterstützung des Handhelds durch Milton Bradley hätten bald zu einem Nischendasein geführt. So habe es der Hersteller laut DeMaria beispielsweise versäumt, wie damals üblich, populäre Spiele auch anderer Hersteller zu lizenzieren und umzusetzen. Für Forster ist das „Ur-Handheld“ und der „Game-Boy-Vorläufer“ schlicht „zu früh für den technischen Stand oder den Massenmarkt“ erschienen. Ähnlich sieht es Herman, der bemerkt, dass die Welt „überraschenderweise“ noch nicht bereit für ein solches programmierbares Handheld gewesen sei. Weiss zufolge hätte sich dagegen für viele potentielle Käufer einfach nur der „Aufwand“ zum Erwerb neuer Steckmodule wegen der Einfachheit der Spiele nicht gelohnt. Die Zeitschrift Retro Gamer führt die schnell nachlassenden Verkaufserfolge des Handhelds darauf zurück, dass „dank des überwältigenden Erfolges von Space Invaders auf dem Atari VCS die Konsolen 1980 wieder die Oberhand gewinnen konnten“ und so das Microvision Opfer dieser Entwicklung geworden sei. Dennoch bleibe die Konsole laut Retro Gamer „eine wichtige Fussnote in der reichhaltigen Geschichte der Videospiele“, Weiss zufolge nehme sie sogar einen „bedeutenden“ Platz darin ein. Der Journalist Benj Edwards fasst seine Sichtweise folgendermaßen zusammen:

“Overall, the Microvision was an odd machine — very obscure, very underrated, and very forgotten at the moment.”

„Alles in allem war das Microvision ein gar sonderbarer Apparat — sehr eigenwillig, sehr unterschätzt und zur Zeit sehr vergessen.“

Das Microvision ist ständiges Ausstellungsstück in verschiedenen Museen, darunter das Computerspielemuseum Berlin.